# Colluricincla sanghirensis
Colluricincla sanghirensis é uma espécie de ave da família Colluricinclidae.
É endémica da Indonésia.
Os seus habitats naturais são: regiões subtropicais ou tropicais húmidas de alta altitude.
Está ameaçada por perda de habitat.